# 眼鏡レンズ加工技能士
眼鏡レンズ加工技能士（めがねレンズかこうぎのうし）とは、国家資格である技能検定制度の一種で、かつて都道府県職業能力開発協会が実施していた、眼鏡レンズ加工に関する学科および実技試験に合格した者をいう。
技術革新に伴う加工機械の自動化や材料の変化などにより手作業で行うことはあまりなくなったことによる受検者減少のため、2004年度から廃止になった。